# Міддлтон (Массачусетс)
Міддлтон (англ. Middleton) — місто (англ. town) в США, в окрузі Ессекс штату Массачусетс. Населення — 9779 осіб (2020). Статус міста надано 1728 року.

## Географія

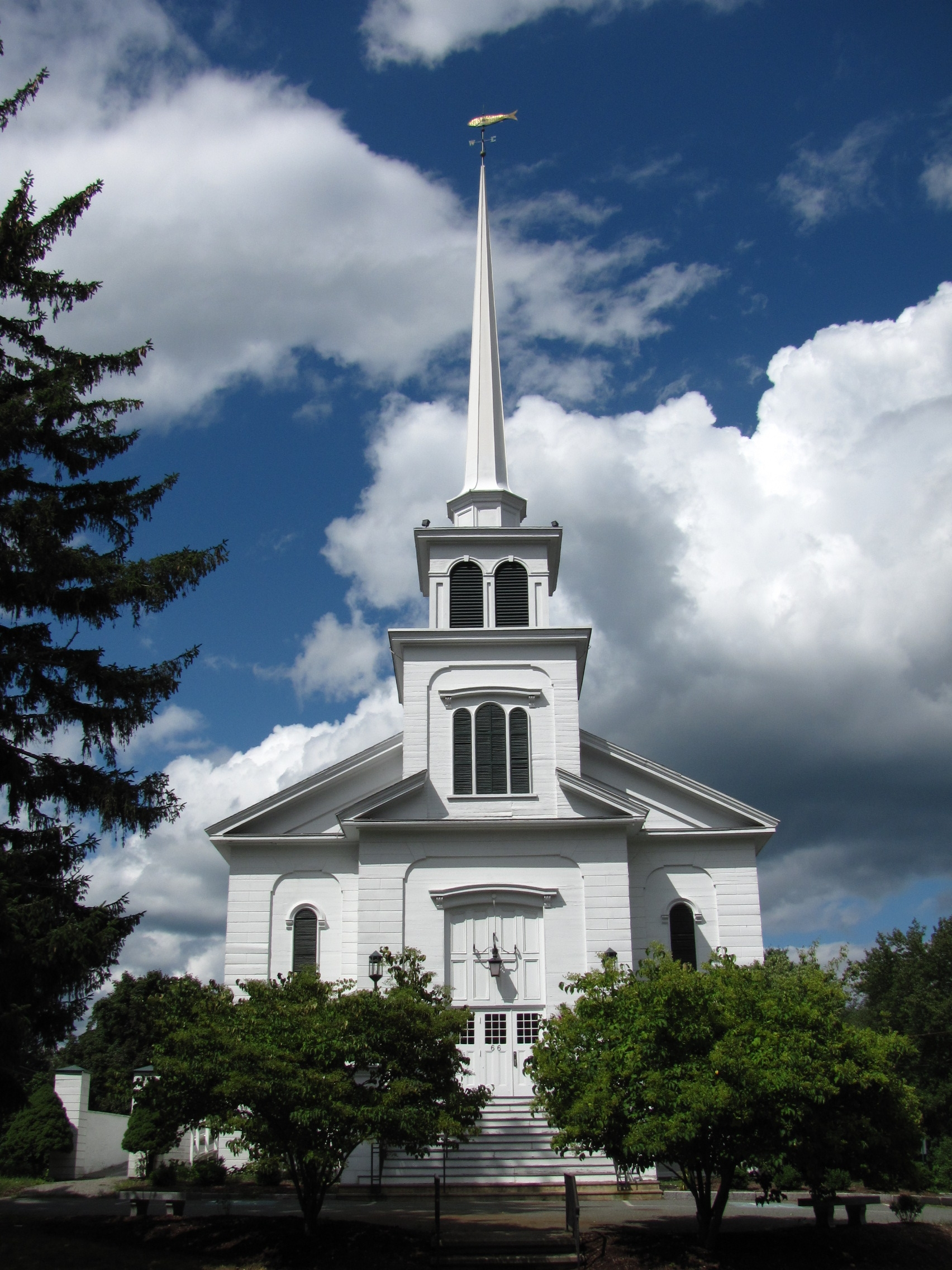
Конгрегаційна церква Міддлтона

Міддлтон займає площу близько 14 квадратних миль (37,3 км), розташований в окрузі Ессекс штату Массачусетс приблизно за 37 км від Бостона. На сході місто межує з Денверс, на півночі з Топсфілдом, Боксфордом та Норт-Ендовером, на заході з Норт-Рідінгом і на півдні з Пібоді.
Міддлтон з'єднує з розташованим на північний захід від нього Лоренсом шосе № 114. На схід від міста проходить межштатна автомагістраль I-95. Через Міддлтон протікає річка Іпсвіч.

## Демографія
Згідно з переписом 2010 року, у місті мешкало 8987 осіб у 2898 домогосподарствах у складі 2086 родин. Було 3045 помешкань
Расовий склад населення:
| - 89,7 % — білих - 2,3 % — чорних або афроамериканців - 2,3 % — азіатів - 0,5 % — корінних американців - 3,4 % — осіб інших рас |

До двох чи більше рас належало 1,8 %. Частка іспаномовних становила 7,1 % від усіх жителів.
За віковим діапазоном населення розподілялося таким чином: 21,4 % — особи молодші 18 років, 65,2 % — особи у віці 18—64 років, 13,4 % — особи у віці 65 років та старші. Медіана віку мешканця становила 41,5 року. На 100 осіб жіночої статі у місті припадало 127,1 чоловіків; на 100 жінок у віці від 18 років та старших — 133,0 чоловіків також старших 18 років.
Середній дохід на одне домашнє господарство становив 143 564 долари США (медіана — 107 727), а середній дохід на одну сім'ю — 152 378 доларів (медіана — 125 769). Медіана доходів становила 101 205 доларів для чоловіків та 71 683 долари для жінок. За межею бідності перебувало 3,6 % осіб, у тому числі 2,1 % дітей у віці до 18 років та 4,6 % осіб у віці 65 років та старших.
Цивільне працевлаштоване населення становило 4311 осіб. Основні галузі зайнятості: освіта, охорона здоров'я та соціальна допомога — 28,6 %, науковці, спеціалісти, менеджери — 11,2 %, роздрібна торгівля — 10,1 %.